# رگلیس
رگلیس (به انگلیسی: Reglis)
رده درمانی: داروهای گیاهی.
اشکال دارویی: قرص

## موارد مصرف
زخم معده و اثنی‌عشر، ترشح زیاد اسید و نفخ معده، پیشگیری از ایجاد زخم پپتیک در مصرف همزمان با داروهای ضد التهابی غیر استروئیدی (NSAIDs).

## مکانیسم اثر
اثرات درمانی شیرین‌بیان مربوط به فلاونوئیدهای مختلف موجود در آن است که این ترکیبات باعث افزایش سطح پروستاگلاندینها در مخاط قسمت فوقانی دستگاه گوارش می‌شوند. پروستاگلاندین‌ها از یک طرف موجب کاهش ترشح اسید از سلول‌های پاریتال می‌شوند و از طرف دیگر با افزایش ترشح موکوس و بی‌کربنات یک سد محافظت‌کننده (Protective) را در مخاط دستگاه گوارش ایجاد می‌کنند.
قرص د ـ رگلیس همچنین حاوی کربنات کلسیم و اسانس‌های نعناع و رازیانه می‌باشد که خود دارای خاصیت آنتی‌اسید و ضد نفخ بوده و اثرات آنتی‌اسپاسمودیک شیرین‌بیان را افزایش می‌دهند

## عوارض جانبی
عوارض مینرالوکورتیکوئیدی به صورت احتباس آب و سدیم، دفع پتاسیم و افزایش فشار خون.